# نقل البيانات

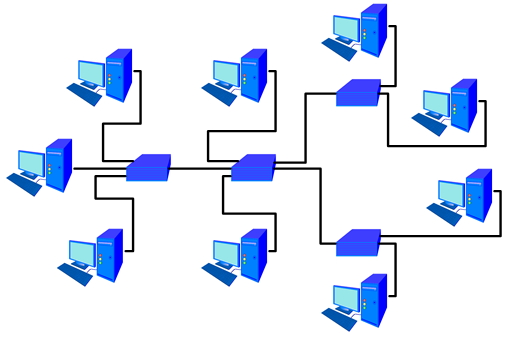

نقل البيانات أو تراسل البيانات (بالإنجليزية: Data transmission) هو إرسال واستقبال البيانات سواء كانت رقمية أو تشابهية عبر قناة اتصال. قد تكون البيانات تتابع من البتات أو إشارة تشابهية مستمرة بالنسبة للزمن، أما القنوات فتصل بين أطراف الاتصال، وقد تكون قنوات اتصال نقطة إلى نقطة أو متعددة النقاط.
يتمّ تمثيل البيانات في قناة الاتصال على شكل أمواج كهرومغناطيسية، تتنوع طريقة التمثيل بحسب طبيعة القناة، ففي القنوات اللاسلكية، مثلاً، قد تكون أمواجاً راديويّة أو أمواجاً ميكرويّة، أمّا في القنوات السلكية، فقد تكون أمواج كهربائية كما في النواقل النحاسية أو أمواج ضوئية كما في الألياف البصرية.
النقل التناظري أو التماثلي: هو وسيلة لنقل المعلومات الصوتية أو البيانات أو الصورة أو الإشارة أو الفيديو باستخدام إشارة مستمرة تختلف في السعة أو الطور أو بعض الخصائص الأخرى بما يتناسب مع المعلومات المنقولة. تُمثل الرسائل إما عن طريق سلسلة من النبضات بوسائل تشفير الخط (نقل النطاق الأساسي)، أو عن طريق مجموعة محدودة من أشكال الموجات المتغيرة باستمرار (نقل النطاق العالي (نطاق المرور))، باستخدام طريقة التعديل الرقمي. تُنفذ عمليتا تعديل النطاق العالي وفك التعديل في الطرف المقابل (المعروفة أيضًا باسم الكشف) بواسطة أجهزة المودم. وفقًا للتعريف الأشيع للإشارة الرقمية، يعتبر نقل كل من إشارات النطاق الأساسي والنطاق العالي التي تمثل تدفقات البتات نقلًا رقميًا، في حين لا يعد التعريف البديل إلا نقل إشارة النطاق الأساسي كنقل رقمي ونقل النطاق العالي للبيانات الرقمية شكلًا من أشكال التحويل الرقمي التناظري.
قد تكون البيانات المنقولة رسائل رقمية ناشئة من مصدر للبيانات، على سبيل المثال جهاز كمبيوتر أو لوحة مفاتيح. قد تكون أيضًا إشارة تماثلية مثل مكالمة هاتفية أو إشارة فيديو، تُحول رقميًا إلى دفق بتات، على سبيل المثال، باستخدام أنظمة التضمين النبضي المرمز (بّي سي إم) أو ترميز للمصدر أكثر تقدمًا (التحويل من تناظري إلى رقمي وضغط البيانات). ويُنجز ترميز وفك ترميز المصدر بواسطة معدات المرمز ومزيل الترميز (كوديك).

## التمييز بين المواضيع ذات الصلة
ينتمي النقل الرقمي أو نقل البيانات تقليديًا إلى الاتصالات عن بعد والهندسة الكهربائية. يمكن أيضًا تغطية المبادئ الأساسية لنقل البيانات ضمن موضوع علوم الحاسوب أو هندسة الحاسوب الخاص باتصالات البيانات، الذي يتضمن أيضًا تطبيقات شبكات الحاسوب وبروتوكولات الشبكات، مثل التوجيه والتبديل والتواصل بين العمليات. على الرغم من أن بروتوكول التحكم بالنقل (تي سي بّي) يتضمن النقل، فإن تي سي بّي وبروتوكولات طبقة النقل الأخرى مغطاة في موضوع شبكات الحاسوب، ولكن لا تُناقش في الكتاب أو الدورة التدريبية حول نقل البيانات.
يتضمن مصطلح النقل عن بعد الاتصالات التناظرية والرقمية أيضًا. في معظم الكتب، يشير المصطلح «نقل تناظري» فقط إلى إرسال إشارة رسالة تناظرية (دون رقمنة (تحويل رقمي) عبر إشارة تناظرية، إما كإشارة نطاق أساسي غير معدلة، أو كإشارة نطاق عالٍ باستخدام طريقة تعديل تناظرية مثل التضمين المطالي أو تعديل التردد. وقد يشمل أيضًا إشارات النطاق الأساسي المعدلة بالتعديل النبضي لنقل إشارة تناظرية عبر إشارة تناظرية أخرى مثل تعديل عرض النبضة. في عدد قليل من كتب اصطلاحات الشبكات الحاسوبية، يشير مصطلح «الإرسال التناظري» أيضًا إلى نقل نطاق عالٍ لدفق من البتات باستخدام طرق التعديل الرقمي مثل الإبدال بإزاحة التردد (إف إس كي) والإبدال بإزاحة الطور (بّي إس كي) والإبدال بإزاحة المطال (إيه إس كي). مع العلم أن هذه الطرق مغطاة في الكتب المسماة بالنقل الرقمي أو نقل البيانات على سبيل المثال.
تُغطى الجوانب النظرية لنقل البيانات من قبل نظرية المعلومات ونظرية الترميز.